# Diplycosia mantorii
Diplycosia mantorii är en ljungväxtart som beskrevs av Graham Charles George Argent. Diplycosia mantorii ingår i släktet Diplycosia och familjen ljungväxter. Inga underarter finns listade i Catalogue of Life.